# Алфёрово (платформа)
Алфёрово — остановочный пункт Смоленского направления Московской железной дороги. Расположено в посёлке Алфёрово Сафоновского района Смоленской области.
Станция Алфёрово была открыта вместе с линией Москва — Смоленск во второй половине XIX века. В конце XX века станция была ликвидирована, остался только  остановочный пункт.
На Алфёрове ежедневно останавливаются пригородные электропоезда. На перронах есть освещение. В 2006 году был снесён закрытый и неработавший вокзал.
Соседние остановочные пункты: в сторону Смоленска — ост. п. 286 км, в сторону Москвы — ост. п. 273 км.